# 松原一郎
松原 一郎（まつばら いちろう、1910年10月11日 - 1986年8月31日）は、日本の経営者。田辺製薬社長、会長を務めた。島根県出身。

## 経歴
1939年に京城薬学専門学校を卒業し、同年に田辺製薬に入社。1975年に取締役に就任し、1977年に常務を経て、1979年に社長に就任。社長時代には、スモン訴訟の和解に尽力した。
1986年8月31日、肝不全で在任中に死去。。75歳没。